# Rasclet pitgrís
El rasclet pitgrís (Laterallus exilis) és una espècie d'ocell de la família dels ràl·lids (Rallidae) que habita aiguamolls, localment des de Belize i l'est de Guatemala, cap al sud, per Amèrica Central i del Sud, fins a l'oest de l'Equador, l'est del Perú, Bolívia, el Paraguai i Brasil amazònic i oriental.